# 帕巴拉·帕巴济美丹贝甲措
帕巴拉·帕巴济美丹贝甲措（藏語：འཕགས་པ་འཇིགས་མེད་བསྟན་པའི་རྒྱ་མཚོ，威利转写：'phags pa 'jigs med bstan pa'i rgya mtsho；1714年—1754年）藏族，昌都杂布施地方（今西藏昌都市卡若区日通乡）人，第六世（不计追认）帕巴拉活佛。

## 生平

### 早年生涯
藏历木马年（1714年），生于昌都杂布施地方的一户藏医世家。经寻访、辨物、打卦之后，由五世班禅授记认定为第六世帕巴拉活佛。3岁时，被迎请至强巴林寺举办坐床典礼，正式成为第六世帕巴拉活佛。1718年，出任强巴林寺第二十一任法台。
他是历世帕巴拉活佛中最知名且最有成就的一位。自他开始，帕巴拉活佛成为由清朝理藩院管理批准的大活佛。他还先后受过清朝康熙帝、雍正帝、乾隆帝封赐。

### 第一次受封
他第一次受封是在康熙五十八年（1719年）。康熙帝曾派员到西藏冈底斯山勘测地形，勘测人员途经昌都时，强巴林寺积极支应乌拉，并为他们提供食宿等。他们完成勘测后，向朝廷呈报获得强巴林寺支持的过程，康熙帝阅后十分高兴，便于康熙五十八年（1719年）颁圣旨。该圣旨目前仅见到藏文抄件，现存西藏自治区档案馆。全文汉译如下：
奉天承运皇帝，诏曰:
朕乃天下佛政之主，垂爱利于诸佛教众生之良法，亦愿委以重事并嘉奖俾其光大。尔帕巴拉活佛丹贝甲措系昌都名喇嘛，钻研释教并勤习讲修良法时长。虽居于边地，但念精诚扶持，对朕所派测量冈底斯山者所需乌拉食宿等差役均妥善办理，甚佳。兹就尔法名及属地庙宇之已览，因祈赐封号等之嘉赏，故朕特赐尔住锡寺名为“甘丹强巴林”，封尔为“阐讲黄法额尔德尼那门汗”之职衔及印信。尔所属僧俗之地皆由尔统驭，他人皆不可欺掠贬损，此乃朕之关照。尔为众生和佛教持戒习教，以佛教引领众生，为佛教尤为黄帽教派之光大，需勤奋勿怠。严律寺庙戒规等如何善持等事皆不可大意也。

康熙五十八年三月二十九日敇。
圣旨中提及的帕巴拉·丹贝甲措即第六世帕巴拉活佛，赐封的职衔为“阐讲黄法额尔德尼那门汗”。此枚铜印至今仍存于强巴林寺，铜印高8.5厘米，正方形，边长7.8厘米，如意纽，铜印背面款识为“阐讲黄法额尔德尼那门汗之印”，另一背面为“康熙五十八年五月日造”，铜印边沿刻有“康字第叁百肆拾陆号”。这与《卫藏通志》所载“自康熙五十八年，大兵进取西藏，始受圣朝所封，颁给正胡图克图印信，其印文曰‘阐讲黄教额尔德尼诺门罕之印’，系清字、蒙古字、唐古忒字，三样篆文”大体吻合。《卫藏通志》记载的印文与时间同现存铜印的款识完全符合，仅“法”与“教”，“那”与“诺”，“汗”与“罕”等字，因音同或音近而异记。该印文内的“阐讲黄法”是指为阐释讲解黄教（藏传佛教格鲁派）的僧人所颁；“额尔德尼”是蒙古语，意为“宝”；“那门汗”与“诺门罕”为同音异记，“那门汗”为蒙古语音译，原意为“法王”；“额尔德尼”和“诺门罕”合起来意为“大宝法王”。此为帕巴拉活佛第一次获得清朝朝廷的敕封，其获得的职衔为清朝喇嘛职衔等级中的第二等级“诺门罕”（又作“诺门汗”），这在清朝喇嘛职衔中仅低于呼图克图。自此，帕巴拉活佛成为清朝理藩院登记在册的大活佛。这也是继达赖、班禅之后，朝廷为格鲁派高僧正式封赐的少数大活佛职衔之一。
需要指出，帕巴拉受封的原因是“对朕所派测量冈底斯山者所需乌拉食宿等差役均妥善办理”，而并非《卫藏通志》记载的“自康熙五十八年，大兵进取西藏，始受圣朝所封”。

### 第二次受封
第六世帕巴拉活佛第二次受封是在清朝雍正三年（1725年）。1723年，青海蒙古和硕特部罗卜藏丹津发动叛乱反对清朝，清朝派四川化林协副将周瑛率川军2000人，自打箭炉进入西藏。清朝又派云南提督郝玉麟率兵2000人，赴昌都，以为声援。罗卜藏丹津叛乱很快被清朝军队平定。在这次战争中，第六世帕巴拉活佛为途经昌都的清军提供了粮草，并支应乌拉。1724年，清朝抚远大将军年羹尧奏请将印信执照授予“除罗隆宗之东叉木多（昌都）、乍丫地方俱隶胡土克图管辖外，其余番众头目等俱应给与印信执照，与内地土司一体保障。……均应如所请”。当时，昌都为康区政治及军事中心，设有游击署、粮务署、千总、外委汛。清史记载，“滇省驻防叉木多官兵撤回，所有存贮米面，请交叉木多呼图克图看守。”其间，帕巴拉活佛积极为清军官兵服务，支应乌拉，“使钦派代表官员极为满意”。为表彰帕巴拉活佛之功，雍正帝于1725年赏赐帕巴拉“前得名号和印信”。1728年，清朝开始在昌都、类乌齐、洛隆等地留军队驻守。其中起初在昌都留兵1000名。
1733年起，驻昌都的留兵减至500名。清朝在昌都驻兵的原因，一是西藏有事危急时可以从昌都增援，二是保卫设在昌都的游击、千总、把总、外委以及粮草，三是保护帕巴拉活佛。据部分书籍记载，1742年起，帕巴拉开始向清朝皇帝遣使朝贡。此为历世帕巴拉遣使朝贡的开端。
1745年，西藏噶伦颇罗鼐索南多杰向帕巴拉发布指令，称颂历世帕巴拉的功德，并重申清朝皇帝封赐给帕巴拉圣旨中的名号：
奉天承运皇帝谕，以佛法政律严加治理广域，威严宝冠之顶未曾弯曲，持扶等观佛法仁波切为上，赐芸芸众生以福祉，降
良缘善兆并殊胜各方之吉祥人主，称为郡王者于日光普照之天下众生皆得受用……。藏地佛域持黄帽宝冠之众多寺宇，其根基为宗喀巴大师之心传弟子、佛法六广宏之一菩提西饶桑布所创持吉祥昌都强巴林寺。该寺迄今已转近四百余年之进修因缘之轮，宏扬勃发不曾衰败乃为佛法之美饰。五世遍知逹赖喇嘛赐以‘慈教中心之地域，集结律法林非东，持黄帽者意宏盛，祈为朵康驱夜烛’之词。……现又俾六世帕巴拉·济美丹贝甲措于五岁时得以居于菩提善心法座。奉天承运文殊大皇帝极重黄教，不日赐其‘额尔德尼诺门罕’之名号及诏书，谕令任何人不得对其所属稍加干涉。……尤于战时，昌都寺为利于甘丹政教，当固始汗丹增曲吉杰布至康区，以及到后来洪台吉因降藏纷争莅临时，均以文武诸法尽力相助。并且，逹赖喇嘛先后抵朵麦时，善加相协，助益不同一般。对钦差铺天盖地之军队，亦待接持扶甚为周到，使钦派代表官员极为满意。

### 第三次受封
第六世帕巴拉活佛第三次受封是在乾隆十六年（1751年）。1751年，清朝乾隆帝颁旨，重申了康熙帝对帕巴拉活佛的敕封：
奉天承运皇帝，诏曰：
昌都帕巴拉丹贝甲措呼图克图接旨。朕统领天下，众生康乐幸福，佛法光大。倘有一心善持佛政者，朕皆不分内外，大加嘉赏。尔
帕巴拉呼图克图于远地精诚奉持，对朕所派测量冈底斯山者所需乌拉食宿等均妥善办理。如尔祈呈免遭辖域等之危害、赏赉诏书玉印并赐寺名事，朕特垂怜赐以寺名及玉印金册。尔应心生仰赖感荷之情，待往来之大臣官员和军戍应接洽侍奉妥善办理。兹尔感
念圣恩，于远地遣使朝拜，并诚言可适时遣使之语。此实需褒嘉。尔所呈请之事朕已念及并敕边地大臣。因路途遥远，若定年月遣使，尔使者之途程将甚为艰难，嗣后若未能按期抵达，尔喇嘛亦会不安。因此，朕以慈悲相惜，尔勿需定期遣使，可两三年或四五年随尔便利与否酌加遣派。遣使之时，先告知省大臣，使者抵至边地应以使者礼仪处事，临至宫殿亦应虔敬。如此可表尔之恭敬之心，对尔等亦有利。此地俾诸众幸福，广加光大黄教。尔喇嘛亦应心怀皇恩，精勤持教，善持属民，尽力俾己域靖谧。一如既往一心为公，常念圣恩，常念众生为要。特谕。

乾隆十六年七月二日。
第六世帕巴拉活佛主动向清廷请示“适时遣使”朝贡，乾隆帝虑及昌都距离北京“路途遥远”，故上贡时限不作规定，“尔勿需定期遣使，可两三年或四五年随尔便利与否酌加遣派”。圣旨中称帕巴拉为“呼图克图”，由此可知，帕巴拉活佛自“诺门汗”晋升
为“呼图克图”的过程可能是在乾隆年间完成。
《钦定大清会典事例·卷九百九十》载：“乾隆十六年议准：察木多帕克巴拉丹拜尼玛呼图克图遣使来朝进贡，照例折赏外，赐帕克巴拉丹拜尼玛呼图克图重三十两银茶筒一、各色大缎十二、大小哈达各七；正使三等蟒缎一、缎二、布二十四；副使缎二、布十二；从人布六。回时由院差领催一照看，照例雇给骑驮之骡。正使日给银二钱、副使一钱五分，从人一钱。复给四十日路费。由西安一路送至四川。至四川界，由总督遣人伴送至打箭炉自回。”“嗣后：帕克巴拉呼图克图遣使来朝，该督即照例办给骑驮之骡，如私带贸
易货物，令其自办，不在官给之例。至京后给予禀给四十日。”
在清朝的积极扶持下，帕巴拉活佛的政治及宗教势力日盛，逐渐跃居康区四大呼图克图之首。
藏历木狗年（1754年），帕巴济美丹贝甲措圆寂，享年41岁。